# Crawford Murray MacLehose
Pour les articles homonymes, voir MacLehose.
Crawford Murray MacLehose (chinois traditionnel : 麥理浩 ; chinois simplifié : 麦理浩 ; pinyin : Mài Lǐhào ; cantonais Jyutping : Mak6 Lei5hou6), ou Baron MacLehose of Beoch à Maybole, est un diplomate et homme politique britannique. Il fut le gouverneur de Hong Kong de novembre 1971 à mai 1982.